# Frances Fuller
Pour les articles homonymes, voir Fuller.
Frances Fuller est une actrice américaine (16 mars 1907 - 18 décembre 1980) qui fut la directrice de la American Academy of Dramatic Arts de 1954 à 1964. Elle apparut dans un grand nombre de productions présentées sur Broadway durant les années 1930 puis fit le saut au cinéma comme à la télévision sans faire vraiment de vague. Mais on lui crédita le fait d'avoir développé le talent de futures stars telles Anne Bancroft, Grace Kelly et Don Murray.

## Filmographie partielle
- 1933 : One Sunday Afternoon de Stephen Roberts : Amy Lind
- 1934 : Elmer and Elsie, de Gilbert Pratt : Elsie Beebe
- 1955 : La Fille sur la balançoire (The Girl in the Red Velvet Swing) de Richard Fleischer : Elizabeth White
- 1971 : Le Rivage oublié (They Might Be Giants), de Anthony Harvey : Mrs. Bagg
- 1974 : La Tour des monstres (Homebodies) de Larry Yust : Emily